# Konkurs Piosenki Eurowizji Junior 2016
14. Konkurs Piosenki Eurowizji Junior odbył się 20 listopada 2016 w Mediterranean Conference Centre w Valletcie na Malcie. Był to drugi konkurs Europejskiej Unii Nadawców (EBU), który odbył się w tym kraju oraz czwarty w historii Konkurs Piosenki Eurowizji Junior organizowany w państwie triumfującym rok wcześniej. Gospodarzem wydarzenia był maltański nadawca telewizyjny, Public Broadcasting Services (PBS).
W konkursie wzięło udział 17 państw. Zwyciężyła Mariam Mamadaszwili, reprezentantka Gruzji z piosenką „Mzeo”.

## Lokalizacja

### Miejsce organizacji konkursu

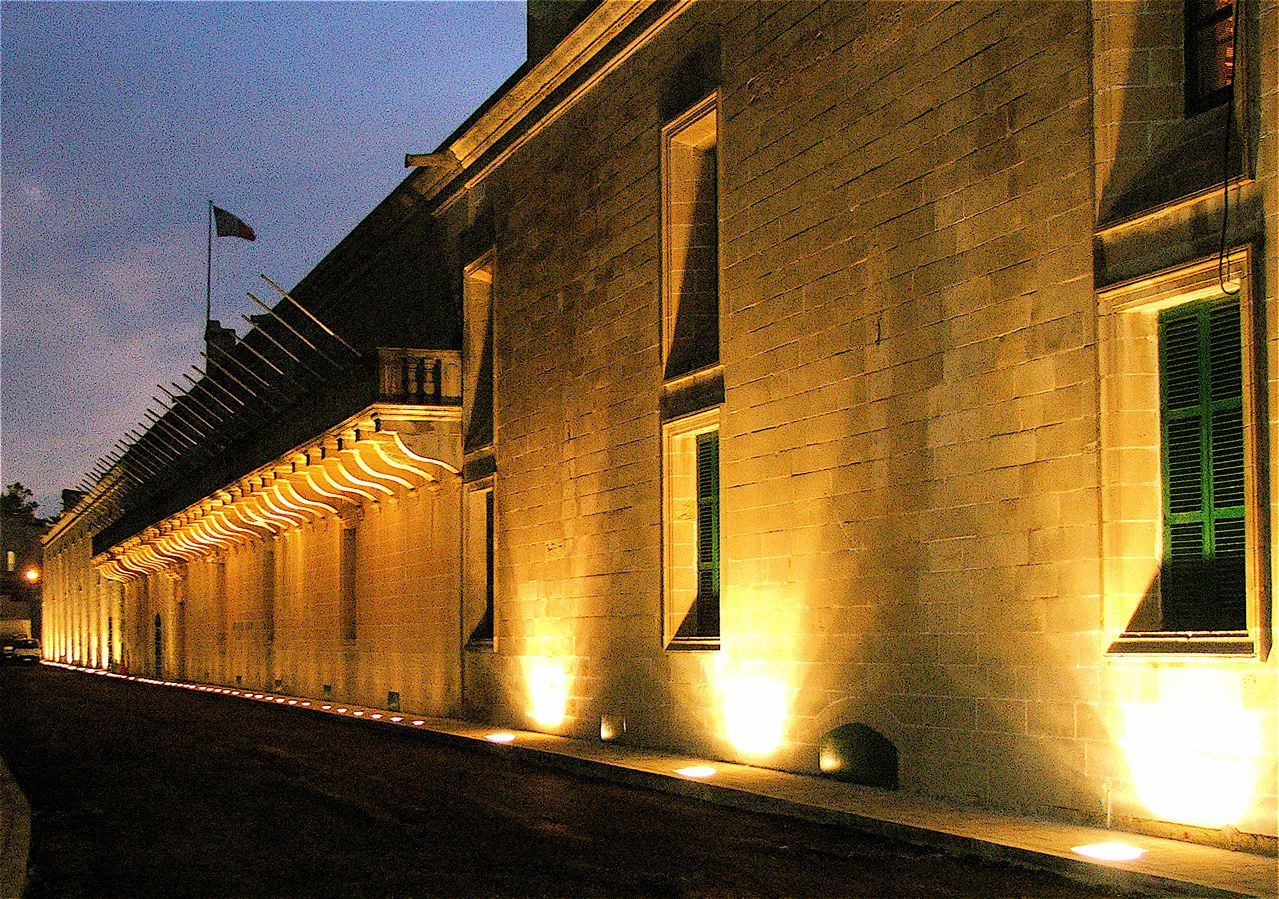
Mediterranean Conference Centre, miejsce organizacji konkursu.

Po zwycięstwie Destiny Chukunyere w Konkursie Piosenki Eurowizji Junior 2015, maltański nadawca PBS został ogłoszony jednym z kandydatów do organizacji konkursu w 2016. 13 kwietnia 2016 EBU, podała informacje, że konkurs odbędzie się 20 listopada o godzinie 16:00, a gospodarzem będzie Valletta.
Konkurs odbył się w Republic Hall w Mediterranean Conference Centre w stolicy Malty, Valletcie.

## Organizacja

### Zmiana kierownika wykonawczego
W grudniu 2015 poinformowano, że ówczesny kierownik wykonawczy konkursu Władisław Jakowlew zostaje zwolniony z pełnionej funkcji i jego miejsce zajmuje Jon Ola Sand, zostając kierownikiem wykonawczym wszystkich konkursów będących pod patronatem EBU.

### Nowe zasady, zmiany czasu emisji oraz głosowania
Wraz ze zmianą kierownika konkursu doszło do poważnych zmian zasad widowiska. Udział w konkursie mogą wziąć osoby w wieku od 9 do 14 lat, ponadto przesunięto czas emisji (z soboty z godziny 19:30 na niedzielę na godzinę 16:00). Doszło również do zmiany systemu głosowania, postanowiono zrezygnować z głosowania telewidzów i zastąpiono je jury składającym się z dzieci. Według nowego systemu sekretarze poszczególnych krajów będą podawać punkty od „dorosłego jury”, natomiast noty „dziecięcego jury” będą podawane przez prowadzących kolejno od najmniejszej ilości punktów jaką otrzymał dany kraj, aż do największej, podobnie jak w Konkursie Piosenki Eurowizji. Pomiędzy głosowaniem jury dorosłego i dziecięcego, swoje punkty podali członkowie „panelu ekspertów” – Mads Grimstad, Christer Björkman oraz Jedward.

## Kraje uczestniczące
28 września 2016 EBU opublikowała pełną listę uczestników. Po jedenastoletniej przerwie do konkursu powróciła Polska oraz Cypr, który wrócił po rocznej przerwie i Izrael który powrócił do udziału po trzyletniej nieobecności. Z konkursu wycofały się telewizje z San Marino, Słowenii i Czarnogóry.

### Finał
| Lp. | Państwo            | Artysta                                   | Utwór                                        | Języki                  | Miejsce | Punkty |
| --- | ------------------ | ----------------------------------------- | -------------------------------------------- | ----------------------- | ------- | ------ |
| 1   | Irlandia           | Zena Donnelly                             | „Bríce ar Bhríce”                            | irlandzki, angielski    | 10      | 122    |
| 2   | Armenia            | Anahit i Mary                             | „Tarber”                                     | ormiański, angielski    | 2       | 232    |
| 3   | Albania            | Klesta Qehaja                             | „Besoj”                                      | albański, angielski     | 13      | 38     |
| 4   | Rosja              | Sofia Fisenko i the Water Of Life Project | „Water Of Life”                              | rosyjski, angielski     | 4       | 202    |
| 5   | Malta              | Christina Magrin                          | „Parachute”                                  | angielski               | 6       | 191    |
| 6   | Bułgaria           | Lidia Ganewa                              | „Wałszeben den (Magical Day)” (Вълшебен ден) | bułgarski, angielski    | 9       | 161    |
| 7   | Macedonia Północna | Martija Stanojkowik                       | „Love Will Lead Our Way”                     | macedoński, angielski   | 12      | 41     |
| 8   | Polska             | Olivia Wieczorek                          | „Nie zapomnij”                               | polski, angielski       | 11      | 60     |
| 9   | Białoruś           | Aleksander Minionok                       | „Muzyka moich pobied” (Музыка моих побед)    | rosyjski, angielski     | 7       | 177    |
| 10  | Ukraina            | Sofia Rol                                 | „Planet Craves for Love”                     | ukraiński, angielski    | 14      | 30     |
| 11  | Włochy             | Fiamma Boccia                             | „Cara Mamma (Dear Mom)”                      | włoski, angielski       | 3       | 209    |
| 12  | Serbia             | Dunja Jeličić                             | „U la la la”                                 | serbski                 | 17      | 14     |
| 13  | Izrael             | Shir i Tim                                | „Follow My Heart”                            | hebrajski, angielski    | 15      | 27     |
| 14  | Australia          | Alexa Curtis                              | „We Are”                                     | angielski               | 5       | 202    |
| 15  | Holandia           | Kisses                                    | „Kisses and Dancin'”                         | niderlandzki, angielski | 8       | 174    |
| 16  | Cypr               | Jiorgos Michailidis                       | „Dance Floor”                                | grecki, angielski       | 16      | 27     |
| 17  | Gruzja             | Mariam Mamadaszwili                       | „Mzeo” (მზეო)                                | gruziński               | 1       | 239    |

## Wyniki
| Wyniki jurorów | Wyniki jurorów | Wyniki jurorów | Wyniki jurorów    | Wyniki jurorów | Wyniki jurorów | Wyniki jurorów |
| Miejsce        | Dorosłe jury   | Punkty         | Komisja ekspertów | Punkty         | Dziecięce jury | Punkty         |
| -------------- | -------------- | -------------- | ----------------- | -------------- | -------------- | -------------- |
| 1              | Gruzja         | 144            | Rosja             | 29             | Armenia        | 110            |
| 2              | Armenia        | 99             | Armenia           | 23             | Malta          | 105            |
| 3              | Holandia       | 94             | Włochy            | 22             | Rosja          | 105            |
| 4              | Białoruś       | 92             | Białoruś          | 20             | Włochy         | 103            |
| 5              | Australia      | 86             | Australia         | 17             | Australia      | 99             |
| 6              | Włochy         | 84             | Bułgaria          | 15             | Gruzja         | 83             |
| 7              | Malta          | 80             | Holandia          | 15             | Bułgaria       | 68             |
| 8              | Bułgaria       | 78             | Gruzja            | 12             | Holandia       | 65             |
| 9              | Rosja          | 68             | Irlandia          | 9              | Białoruś       | 65             |
| 10             | Irlandia       | 56             | Malta             | 6              | Irlandia       | 57             |
| 11             | Albania        | 23             | Polska            | 3              | Polska         | 36             |
| 12             | Polska         | 21             | Albania           | 2              | Macedonia      | 24             |
| 13             | Ukraina        | 18             | Izrael            | 1              | Izrael         | 20             |
| 14             | Macedonia      | 17             | Macedonia         | 0              | Albania        | 13             |
| 15             | Cypr           | 15             | Ukraina           | 0              | Ukraina        | 12             |
| 16             | Izrael         | 6              | Serbia            | 0              | Cypr           | 12             |
| 17             | Serbia         | 5              | Cypr              | 0              | Serbia         | 9              |

| Uczestnicy | Suma punktów | Punkty od dziecięcego jury | Punkty od ekspertów | Punkty od jury | Punkty od jury | Punkty od jury | Punkty od jury | Punkty od jury | Punkty od jury | Punkty od jury     | Punkty od jury | Punkty od jury | Punkty od jury | Punkty od jury | Punkty od jury | Punkty od jury | Punkty od jury | Punkty od jury | Punkty od jury | Punkty od jury |
| Uczestnicy | Suma punktów | Punkty od dziecięcego jury | Punkty od ekspertów | Irlandia       | Armenia        | Albania        | Rosja          | Malta          | Bułgaria       | Macedonia Północna | Polska         | Białoruś       | Ukraina        | Włochy         | Serbia         | Izrael         | Australia      | Holandia       | Cypr           | Gruzja         |
| Irlandia   | 122          | 57                         | 9                   |                |                | 1              | 1              | 12             | 3              |                    |                |                | 10             | 12             | 6              |                | 8              |                | 3              |                |
| Armenia    | 232          | 110                        | 23                  | 4              |                |                | 7              | 10             | 8              | 10                 |                | 10             | 2              |                | 12             | 10             | 4              | 7              | 7              | 8              |
| Albania    | 38           | 13                         | 2                   |                |                |                | 2              | 4              |                |                    |                | 2              |                | 5              | 7              |                | 1              |                | 2              |                |
| Rosja      | 202          | 105                        | 29                  | 7              | 6              | 4              |                |                | 1              | 8                  | 7              | 7              | 4              | 2              | 5              | 5              | 2              | 3              | 4              | 3              |
| Malta      | 191          | 105                        | 6                   | 1              | 4              | 7              | 3              |                | 5              | 6                  | 1              | 8              | 5              | 10             |                | 1              | 12             |                | 10             | 7              |
| Bułgaria   | 161          | 68                         | 15                  | 3              | 8              | 6              |                | 6              |                | 7                  | 12             | 5              | 3              | 7              | 1              |                | 7              | 6              | 1              | 6              |
| Macedonia  | 41           | 24                         | 0                   |                |                | 2              |                | 2              | 1              |                    |                |                |                | 1              | 3              | 2              | 5              | 2              |                |                |
| Polska     | 60           | 36                         | 3                   |                | 2              |                | 4              | 1              |                | 2                  |                | 1              |                | 6              |                | 4              |                |                |                | 1              |
| Białoruś   | 177          | 65                         | 20                  | 8              | 7              |                | 12             | 5              | 10             | 3                  | 5              |                |                |                |                | 12             | 10             | 10             | 8              | 2              |
| Ukraina    | 30           | 12                         | 0                   |                | 3              |                |                |                | 2              |                    | 4              |                |                |                |                | 3              |                | 1              |                | 5              |
| Włochy     | 209          | 103                        | 22                  | 10             | 1              | 8              | 5              |                | 6              | 12                 | 6              | 4              | 6              |                | 2              | 7              |                | 8              | 5              | 4              |
| Serbia     | 14           | 9                          | 0                   |                |                |                |                |                |                | 5                  |                |                |                |                |                |                |                |                |                |                |
| Izrael     | 27           | 20                         | 1                   |                |                | 3              |                |                |                |                    | 2              |                | 1              |                |                |                |                |                |                |                |
| Australia  | 202          | 99                         | 17                  | 5              | 5              | 10             | 6              | 8              | 4              | 1                  | 10             | 6              | 7              | 8              |                |                |                | 4              |                | 12             |
| Holandia   | 174          | 65                         | 15                  | 6              | 10             | 5              | 8              | 7              | 7              | 4                  | 3              | 3              | 8              | 4              | 4              | 6              | 3              |                | 6              | 10             |
| Cypr       | 27           | 12                         | 0                   | 2              |                |                |                |                |                |                    |                |                |                |                | 8              |                |                | 5              |                |                |
| Gruzja     | 239          | 83                         | 12                  | 12             | 12             | 12             | 10             | 3              | 12             |                    | 8              | 12             | 12             | 3              | 10             | 8              | 6              | 12             | 12             |                |

## Pozostałe kraje
Aby kraj kwalifikował się do potencjalnego udziału w Konkursie Piosenki Eurowizji Junior, musi być aktywnym członkiem Europejskiej Unii Nadawców. Nie wiadomo, czy Europejska Unia Nadawców wysyła zaproszenia do udziału wszystkim pięćdziesięciu sześciu aktywnym członkom, tak jak ma to miejsce w przypadku Konkursu Piosenki Eurowizji.

### Aktywni członkowie Europejskiej Unii Nadawców
- Dania – po finale konkursu w 2015 duński nadawca DR ogłosił, iż „nie będzie już nigdy uczestniczyć” w konkursie. Jan Lagermand Lundme, prezes ds. rozrywki w DR, stwierdził, że powodem tej decyzji było to, że konkurs odszedł od jego podstawowej idei – „radości, humoru oraz sztuki”[34].
- Francja – 18 listopada 2015 roku ogłoszono, iż France Télévisions jest zainteresowany powrotem do konkursu[35]. Edoardo Grassi, szef francuskiej delegacji, był jednym z członków jury maltańskich krajowych eliminacji MJESC, w których został przedstawiony przez gospodarzy programu jako szef francuskiej delegacji na konkurs w 2016[36]. Kraj ostatecznie nie wziął jednak udziału w konkursie.
- Słowenia – 24 maja 2016 roku słoweński nadawca Radiotelevizija Slovenija (RTVSLO) ogłosił iż kraj nie weźmie udziału w konkursie. RTVSLO później wyjaśniło, iż decyzja została podjęta w oparciu o zmiany regulaminu konkursu przez EBU, nie precyzując jednak, które zmiany zasad wpłynęły na jego decyzję o wycofaniu się z konkursu[37].
- Szwajcaria – nadawca Radiotelevisione svizzera (RSI) potwierdził w dniu 5 lipca 2016 że nie wróci na konkurs w 2016 roku ze względu na koszt udziału[38].

## Sekretarze, nadawcy publiczni i komentatorzy

### Sekretarze
Poniższy spis uwzględnia nazwiska sekretarzy ogłaszających wyniki głosowania jurorów w poszczególnych krajach z uwzględnieniem kolejności prezentowania głosów w finale.
1. Irlandia – Andrea Leddy
2. Armenia – Mika (reprezentant Armenii w konkursie w 2015)
3. Albania – Juna Dizdari
4. Rosja – Michaił Smirnow (reprezentant Rosji w konkursie w 2015)
5. Malta – Gaia Cauchi (zwyciężczyni konkursu w 2013)
6. Bułgaria – Milen Pawlow
7. Macedonia Północna – Antonija Dimitriewska
8. Polska – Nicoletta Włodarczyk
9. Białoruś – Rusłan Asłanow (reprezentant Białorusi w konkursie w 2015)
10. Ukraina – Anna Trinczer (reprezentantka Ukrainy w konkursie w 2015)
11. Włochy – Jade Scicluna
12. Serbia – Tomislav Radojević
13. Izrael – Itaj Limor
14. Australia – Sebastian Hill
15. Holandia – Anneloes
16. Cypr – Loucas Demetriou
17. Gruzja – Elena Sturua

### Komentatorzy
Poniższy spis uwzględnia nazwiska komentatorów poszczególnych nadawców publicznych transmitujących widowisko.
- Albania – Andri Xhahu (RTSH 1, RTSH Muzikë, Radio Tirana 1)
- Armenia – Awet Barseghian (H1)
- Australia – brak komentaratora (SBS)
- Białoruś – Julia Percowa (Biełaruś-1, Biełaruś-24)
- Bułgaria – Elena Rosberg i Georgi Kuszwaliew (BNT 1, BNT 3 i BNT World)
- Cypr – Kyriacos Pastides (RIK 2)
- Gruzja – Demetre Ergemlidze (1TV)
- Holandia – Jan Smit (NPO Zapp)
- Irlandia – Eoghan McDermott (TG4)
- Macedonia Północna – Eli Tanaskowska (MRT 1)
- Malta – brak komentatora (TVM)
- Polska – Artur Orzech (TVP1 i TVP Polonia)
- Rosja – Olga Szelest (Karusel)
- Serbia – Silvana Grujić (RTS2, RTS Sat)
- Ukraina – Timur Mirosznyczenko (Perszyj)
- Włochy – Simone Lijoi i Laura Carusino Vignera (Rai Gulp)